# 洞三高速公路
洞口 - 三穗高速公路，简称洞三高速，中国国家高速公路网编号为G6025，是沪昆高速公路的并行线，起点位于洞口县，途径会同县、天柱县，终点位于三穗县。

## 分段情况

### 湖南段
规划中。

### 贵州段

#### 湘黔界至天柱段
天柱至会同（湘黔界）高速公路，简称天会高速贵州段。规划中。

#### 天柱至三穗段
全通。